# Catopsilia scylla
Catopsilia scylla är en fjärilsart som först beskrevs av Carl von Linné 1763.  Catopsilia scylla ingår i släktet Catopsilia och familjen vitfjärilar. Inga underarter finns listade i Catalogue of Life.

## Bildgalleri

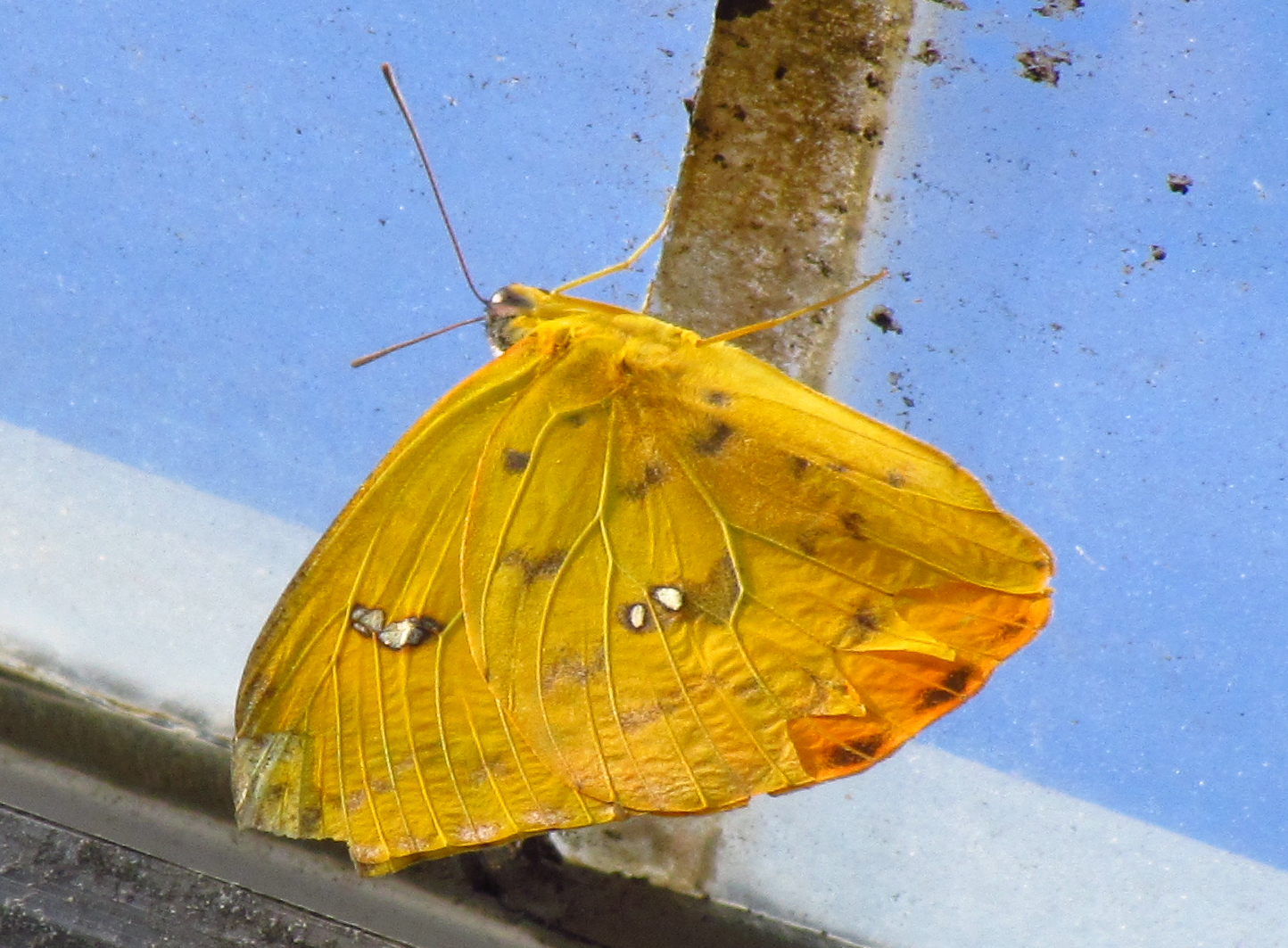